# Ekaterini Koffaová
Ekaterini Koffaová (řecky Αικατερίνη Κόφφα; *10. dubna 1969) je bývalá řecká atletka, sprinterka.
Největších úspěchů dosáhla v hale na trati 200 metrů – v roce 1997 se stala halovou mistryní světa, o rok později získala bronzovou medaili na evropském halovém šampionátu. Své osobní rekordy vytvořila v roce 1996 – 11,12 s na 100 metrů a 22,67 s na 200 metrů.